# Rocky-Cape-Nationalpark
Der Rocky-Cape-Nationalpark (engl.: Rocky Cape National Park) ist ein Nationalpark auf der australischen Insel Tasmanien. Der Park ist etwa 400 km nordwestlich von Hobart gelegen.
Der Leuchtturm von Rocky Cape bietet eine einmalige Aussicht auf die Bass-Straße. Zu finden sind Überreste aus der Zeit der Aborigines, wie frühere Felsbehausungen und Höhlen, Schiffswracks, Steinformationen, Küstenabschnitte und eine unglaubliche Anzahl an Wildblumen. Mögliche Aktivitäten im Park sind Wassersport, Fischen, und Wandern. Der Park bietet eine Vielzahl von Wandermöglichkeiten mit einer Dauer von 20 Minuten bis zu einem ganzen Tag.

## Vegetation
Küstenheiden, die in den hügeligeren Teile des Parks vorkommen, enthalten Hunderte von verschiedenen Pflanzenart, von denen viele im Frühling und Sommer durch ihren Blütenreichtum das Landschaftsbild prägen. Die Arten zeichnen sich allgemein durch niedriges Wachsen und Wind-, Salz- und Feuertoleranz aus. Tatsächlich wachsen einige Arten erst, nachdem ihre Keimung durch ein Buschfeuer möglich wurde. Arten wie Akazien und Kasuarinen, die in anderen Bereichen zu Büschen und Bäumen heranwachsen, bleiben aufgrund der Windeinflüsse eher flach. Insgesamt wurden im Nationalpark über 40 Orchideenarten gezählt.